# Споменик природе Храст Коче Капетана
Споменик природе Храст Коче Капетана је заштићено природно добро од 1958. године и налази се у Кочином Селу, на територији Града Јагодине, у долини Велике Мораве,области која дминастративно припада Поморавском управном округу, Шумадији и западној Србији као једном од пет статистичких региона Србије. 

## Храст Коче Капетана
Храст Коче Капетана припада врсти храста која је у народу позната као лужњак (Quercus robur L.), такође ово стабло је и сеоски запис, односно заветно или свето дрво. Законом је заштићен 1958. године, а ревизија заштите је урађена 1997. године, када је и потврђена одлуком СО Јагодине бр.011-12/97-01. Године 1992. су извршени радови на санацији здравственог стања с обзиром да је било неколико сувих грана. Данас представља Споменик природе ботаничког карактера чија заштита обухвата простор од 43,79 ари.
Има широку, гранату крошњу са јаким неправилно савијеним гранама, а сам положај добриноси његовом значају. Лежи на 110 м надморске висине удаљено око 15 м од корита реке. Стабло представља и култно место за које се везује легенда о Василију Ђорђевићу који је посадио стабло половином 18.века у порти цркве која више не постоји. Постоји и предање да је под храстом Коча Капетан положио заклетву да ће се борити против Турака у Аустријско-турском рату 1788-91. године.

### Дендрометријске карактеристике
Дендрометријске вредности стабла износе за прсни пречник =2,02m, укупна висина H=23,10m, пречник крошње Dk=40,0m. Процењена старост је око 250 година.

## Управљач
Споменик природе поверен је на управљање ЈКП Уређење и јавно осветљење, Јагодина.